# Chaenusa
Chaenusa is een geslacht van insecten uit de orde vliesvleugeligen (Hymenoptera) en de familie schildwespen (Braconidae).

## Soorten
Deze lijst van 37 stuks is mogelijk niet compleet.
- C. americana (Riegel, 1982)
- C. aurantium Kula & Martinez, 2009
- C. bergi (Riegel, 1950)
- C. californica Riegel, 1982
- C. conjungens (Nees, 1811)
- C. dolsi (Docavo Alberti, 1965)
- C. elongata Stelfox, 1957
- C. glabra Kula, 2009
- C. helmorei Berry, 2007
- C. hirsutissima Kula, 2008
- C. ireneae Kula, 2008
- C. kryzhanovskii Tobias & Perepechayenko, 1992
- C. limonaidum (Marshall, 1896)
- C. limoniadum (Marshall, 1896)
- C. lymphata (Haliday, 1839)
- C. llopisi Docavo Alberti, 1962
- C. mcalpini Wharton, 1991
- C. motasi (Burghele, 1959)
- C. naiadum (Haliday, 1839)
- C. natator (Schulz, 1907)
- C. nereidum (Haliday, 1839)
- C. opaca Stelfox, 1957
- C. orghidani Burghele, 1960
- C. pallidinervis (Brethes, 1913)
- C. punctulata Burghele, 1960
- C. quadriceps (Ashmead, 1901)
- C. rossi Riegel, 1982
- C. rugosa Wharton, 1991
- C. saxicola (Riegel, 1982)
- C. semisetosa Wharton, 1991
- C. steineri Kula, 2009
- C. testacea (Granger, 1949)
- C. trumani Kula, 2008
- C. varinervis Zaykov, 1986
- C. virgili Kula, 2008
- C. whartoni Kula, 2008
- C. woolleyi Kula, 2008